# 信州筑摩三十三カ所観音霊場
信州筑摩三十三カ所観音霊場（しんしゅうちくまさんじゅうさんかしょかんのんれいじょう）は、木曽地方を除く旧信濃国筑摩郡（長野県松本市、塩尻市、東筑摩郡）一帯に広がる巡礼地である。経歴は定かでないが萬延元年の記録が残っている。

## 札所案内
| №  | 山号     | 寺号       | 宗派   | 札所本尊         | 所在地             | アクセス                                                                                          |
| -- | -------- | ---------- | ------ | ---------------- | ------------------ | ------------------------------------------------------------------------------------------------- |
| 1  | 龍雲山   | 廣澤寺     | 曹洞宗 | 聖観世音菩薩     | 松本市里山辺林     | アルピコ交通バス[24]中山線「三才東」下車徒歩約20分                                                |
| 2  | 恵日山   | 兎川寺     | 真言宗 | 千手観世音菩薩   | 松本市里山辺       | アルピコ交通バス[51･52･53]入山辺線「里山辺出張所前」下車すぐ                                      |
| 3  | 福田山   | 徳運寺     | 曹洞宗 | 千手観世音菩薩   | 松本市入山辺       | アルピコ交通バス[51･52]入山辺線「徳運寺前」下車徒歩3分                                            |
| 4  |          | 洞水寺     |        | 千手観世音菩薩   | 松本市入山辺千手   | アルピコ交通バス[51･52]入山辺線「大手橋」下車徒歩25分                                             |
| 5  | 桐原山   | 海岸寺     |        | 千手観世音菩薩   | 松本市入山辺       | アルピコ交通バス[51･52･53]入山辺線「桐原」下車徒歩15分                                            |
| 6  |          | 西大寺     |        | 十一面観世音菩薩 | 松本市中山埴原     | アルピコ交通バス[24]中山線「和泉」下車徒歩20分                                                    |
| 7  | 金峰山   | 保福寺     | 臨済宗 | 千手観世音菩薩   | 松本市中山         | アルピコ交通バス[24]中山線「和泉」下車徒歩20分                                                    |
| 8  | 隆光山   | 円城寺     | 真言宗 | 聖観世音菩薩     | 松本市中山         | アルピコ交通バス[24]中山線「宮の下」下車徒歩15分                                                  |
| 9  | 金峯山   | 牛伏寺     | 真言宗 | 十一面観世音菩薩 | 松本市内田         | アルピコ交通バス[63]松原線「中信松本病院」下車徒歩50分、または[64]内田線「牛伏寺口」下車徒歩55分  |
| 10 | 加擁山   | 王徳寺     | 真言宗 | 十一面観世音菩薩 | 松本市寿北         | アルピコ交通バス[61･62]寿台線、[63]松原線、[64]内田線「西原」下車徒歩15分                         |
| 11 | 横林山   | 桃昌寺     | 曹洞宗 | 聖観世音菩薩     | 松本市内田         | アルピコ交通バス[64]内田線「内田出張所前」下車徒歩15分                                            |
| 12 | 塩澤山   | 法船寺     | 真言宗 | 準胝観世音菩薩   | 松本市内田         | アルピコ交通バス[65]内田線「倉村」下車徒歩15分                                                    |
| 13 | 清水山   | 常楽寺     | 真言宗 | 平和聖観世音菩薩 | 松本市内田         | アルピコ交通バス[65]内田線「崖の湯口」下車徒歩3分                                                 |
| 14 | 赤木山   | 弘長寺     | 真言宗 | 十一面観世音菩薩 | 松本市寿小赤       | アルピコ交通バス[65]内田線「倉村」下車徒歩25分、または[61・62]寿台線「小池四ツ角」下車徒歩30分    |
| 15 | 雨寶山   | 常光密寺   | 真言宗 | 如意輪観世音菩薩 | 塩尻市片丘北熊井   | 塩尻市地域振興バス片丘線「北熊井公民館」下車徒歩5分                                               |
| 16 | 瑠璃山   | 松林寺     | 真言宗 | 如意輪観世音菩薩 | 塩尻市片丘         | 塩尻市地域振興バス片丘線「松林寺入口」下車徒歩3分                                                 |
| 17 | 慈眼山   | 永福寺     | 真言宗 | 旭馬頭観世音菩薩 | 塩尻市塩尻町       | 塩尻市地域振興バスみどり湖･東山線「小坂田公園口」下車すぐ、またはJR篠ノ井線みどり湖駅下車徒歩15分 |
| 18 | 飯綱山   | 常光寺     | 真言宗 | 聖観世音菩薩     | 塩尻市上西条       | 塩尻市地域振興バス塩尻東線「常光寺入口」下車すぐ、またはJR篠ノ井線みどり湖駅下車徒歩10分          |
| 19 | 円通山   | 慈光院     | 曹洞宗 | 聖観世音菩薩     | 塩尻市上西条       | 塩尻市地域振興バス塩尻東線「慈光院下」下車すぐ、またはJR篠ノ井線みどり湖駅下車徒歩15分            |
| 20 | 宝松山   | 西福寺     | 曹洞宗 | 千手観世音菩薩   | 塩尻市下西条       | 塩尻市地域振興バス塩尻東線「西福寺入口」下車徒歩5分                                               |
| 21 | 大渕山   | 泉龍寺     | 曹洞宗 | 千手観世音菩薩   | 松本市小屋南       | JR篠ノ井線村井駅下車徒歩5分                                                                       |
| 22 | 方便山   | 善立寺     | 浄土宗 | 聖観世音菩薩     | 塩尻市広丘野村     | 塩尻市地域振興バス片丘線(広丘駅経由)「善立寺前」下車すぐ、またはJR篠ノ井線広丘駅下車徒歩10分      |
| 23 | 御手洗山 | 光明寺     | 真言宗 | 聖観世音菩薩     | 塩尻市広丘吉田     | 塩尻市地域振興バス塩尻北部線、広丘駅循環線「吉田支所前」下車徒歩3分                               |
| 24 | 高日出山 | 慈恩寺     |        | 聖観世音菩薩     | 塩尻市広丘高出     | 塩尻市地域振興バス広丘駅循環線、中心市街地循環線東廻り「二木屋前」下車徒歩3分                     |
| 25 | 慈眼山   | 養福院     | 曹洞宗 | 十一面観世音菩薩 | 塩尻市大門三番町   | 塩尻市地域振興バスみどり湖･東山線、塩尻東線、北小野線、中心市街地循環線東廻り「東町」下車徒歩3分  |
| 26 | 桔梗山   | 郷福寺     | 真言宗 | 聖観世音菩薩     | 塩尻市広丘郷原     | 塩尻市地域振興バス広丘駅循環線「郷原下」下車すぐ                                                  |
| 27 | 慈眼山   | 心念堂     | 曹洞宗 | 千手観世音菩薩   | 塩尻市洗馬芦ノ田   | 塩尻市地域振興バス洗馬線「十王堂前」下車徒歩10分                                                  |
| 28 | 普門山   | 古川寺     | 真言宗 | 聖観世音菩薩     | 東筑摩郡朝日村古見 | 朝日村営バス広丘線「古川寺」下車徒歩10分                                                          |
| 29 | 少林山   | 興龍寺     | 曹洞宗 | 聖観世音菩薩     | 塩尻市洗馬小曽部   | 塩尻市地域振興バス洗馬線「沢の渡」下車徒歩5分                                                     |
| 30 | 天陽山   | 盛泉寺     | 曹洞宗 | 千手観世音菩薩   | 松本市波田         | アルピコ交通上高地線波田駅または渕東駅下車徒歩25分                                                |
| 31 |          | 今村観音堂 |        | 聖観世音菩薩     | 松本市笹賀今       | アルピコ交通バス[71･72･73･74]空港･朝日線「空港東区」下車徒歩20分                                  |
| 32 |          | 小俣観音堂 |        | 千手観世音菩薩   | 松本市笹賀小俣     | アルピコ交通バス[71･72･73･74]空港･朝日線「空港東区」下車徒歩5分                                   |
| 33 | 青松山   | 長興寺     | 曹洞宗 | 聖観世音菩薩     | 塩尻市洗馬元町     | 塩尻市地域振興バス洗馬線「長興寺前」下車徒歩5分                                                   |

※[]内の数字は松本バスターミナルから各地へ向かう場合の系統番号。各地から松本バスターミナルへ向かうバスは系統番号が違う。

## 御朱印
信州筑摩三十三カ所観音霊場では各寺で、朱印を受け付けている。また御朱印帳や掛け軸も用意されている。御朱印は1枚300円。

## 御朱印を別寺で受ける寺
- 第4番洞水寺　⇒　第3番徳運寺で受付
- 第5番海岸寺　⇒　第2番兎川寺で受付
- 第6番西大寺　⇒　第7番保福寺で受付
- 第8番円城寺　⇒　第9番牛伏寺で受付
- 第24番慈恩寺　⇒　第20番西福寺で受付
- 第27番心念堂　⇒　第33番長興寺で受付
- 第31番今村観音堂　⇒　松本市笹賀の長照寺で受付
- 第32番小俣観音堂　⇒　松本市笹賀の長照寺で受付

長照寺は･･･所在地：松本市笹賀　アクセス：アルピコ交通バス[71･72･73･74]空港･朝日線「松本短大口」下車、徒歩5分。